# تاريخ كونثبثيون (لوحة جدارية)
تاريخ كونثبثيون (بالإسبانية: (Historia de Concepción (mural) سميت هذه اللوحة على اسم صاحبها لاتيدو أي روتاس دي كونثبثيون. تبلغ مساحتها 280 متر مربع، ورسمها الفنان التشيلي جريجوريو دي لا فوينتيه بين عامي 1943 و1946 وتنتمي ل الفريسكو. تقع تلك اللوحة في البهو الجداري في ردهة حكومة إقليم مكاتب بيوبيو في منطقة سيفيك (بالإسبانية: Barrio Cívico de Concepción) لمدينة كونثبثيون، شيلي، حيث كان سابقا محطة كونثبثيون المركزية. وتعتبر اللوحة الجدارية كنز منطقة سيفيك كما أنها أعلنت كنصب تاريخي في 8 سبتمبر 2008.